# Arabicodium
Arabicodium es un género de algas, perteneciente a la familia Codiaceae.

## Especies
- Arabicodium bicazense
- Arabicodium hansii